# Batalla de Villaviciosa (1710)
La batalla de Villaviciosa tuvo lugar el 10 de diciembre de 1710 durante la guerra de sucesión española, un día después de la batalla de Brihuega.

## Preludio
Después de tener que abandonar Madrid por la imposibilidad de defenderla con éxito, las tropas leales al archiduque Carlos iniciaron una retirada ordenada hacia Barcelona, hostigadas ocasionalmente por guerrilleros a favor de Felipe V de España. El ejército franco-español presente en el centro de España, capitaneado por Luis José de Borbón, duque de Vendôme, empezó una persecución agresiva con el objetivo de derrotar de forma definitiva a las fuerzas aliadas presentes en la península ibérica. Pronto dio alcance a la retaguardia el grupo británico de 4000 a 5000 hombres, al mando de James Stanhope, primer conde de Stanhope. El 8 de diciembre de 1710, se enfrentaron ambas fuerzas en Brihuega, y los ingleses, ampliamente superados en número, fueron completamente derrotados y hechos prisioneros los supervivientes, tras oponer feroz resistencia.

## Batalla
Guido von Starhemberg, que había recibido demasiado tarde noticias del peligro en que se encontraba el grupo británico, retrocedió de inmediato y plantó cara al ejército franco-español en una sangrienta batalla en los alrededores de Villaviciosa de Tajuña. El ejército aliado mantuvo el control del campo de batalla, pero ambos bandos la consideraron una victoria.

## Resultado
A pesar del empate técnico, la batalla supuso un éxito para Vendôme, ya que el ejército del Archiduque, aunque logró proseguir su retirada de forma ordenada, se vio aún más debilitado y fue hostigado a cada paso por los irregulares y la caballería franco-española. Para cuando llegaron a Barcelona el 6 de enero de 1711, se había visto reducido a unos 6000 o 7000 hombres, y la ciudad era de los pocos enclaves españoles, junto con Castellciutat, Cardona, Ibiza y Mallorca, en reconocer la autoridad del archiduque Carlos, tras la caída en poder borbónico de Gerona, el 23 de enero.

## Orden de batalla
El ejército franco-español bajo las órdenes del duque de Vendôme formó de la siguiente manera (el rey Felipe V participó en la batalla, en los escuadrones de caballería del ala derecha):
Primera línea
Ala derecha: escuadrones de Caballería, al mando del marqués de Valdecañas, auxiliado por el teniente general Armendáriz, el mariscal de campo Pedro Ronquillo Briceño Jiménez de Morillo y el brigadier Melchor de Portugal:
- Dragones de Caylus.
- Dragones de Vallejo (tres escuadrones).
- Dragones de Osuna.
- Caballería de Guardias de Corps (cuatro escuadrones).
- Caballería de Granada Viejo.
- Caballería de Piñateli.
- Caballería de Órdenes Viejo (cuatro escuadrones).

Centro: dieciséis batallones de Infantería al mando del conde de las Torres, auxiliado por el capitán general marqués de Toy, el teniente general marqués de la Ber, el mariscal de campo conde Harcelles y los brigadieres Rufo, Charni, Rivadex, Rupelmonde, Borbón y Terri:
- Infantería de Guardias Españolas de Amézaga (tres batallones).
- Infantería de Guardias Walonas (tres batallones).
- Infantería de Comesfort (un batallón).
- Infantería de Castellar (un batallón).
- Infantería de Gueldres (un batallón).
- Infantería de Benmel (un batallón).
- Infantería de Santal de Gende (un batallón).
- Infantería de Armada (un batallón).
- Infantería de Lombardía (un batallón).
- Infantería de Milán (un batallón).
- Infantería de Uribe (un batallón).
- Infantería de Mulfeta (un batallón).

Ala izquierda: escuadrones de Caballería y Dragones al mando del conde de Aguilar, auxiliado por el teniente general Mahony, los mariscales de campo Conde de Montemar y Joseph de Amézaga, y el brigadier Crevecoeur:
- Dragones de Marimon.
- Dragones de Quimalol.
- Dragones de Grinao.
- Caballería de Santiago Viejo.
- Caballería de Bargas.
- Caballería de la Reina (cuatro escuadrones).

Segunda línea
Ala derecha: escuadrones de caballería al mando del conde de Merode, subordinado al marqués de Valdecañas. Estaba auxiliado por el mariscal de campo Tomás Idiáquez y el brigadier Pozoblanco:
- Caballería de Asturias (cuatro escuadrones).
- Caballería de La Muerte.
- Caballería de Pozoblanco (cuatro escuadrones).
- Caballería de Estrella.
- Caballería de Lanzarote (tres escuadrones).
- Caballería de Extremadura (tres escuadrones).

Centro: quince batallones de Infantería al mando del teniente general Pedro de Zúñiga, auxiliado por el mariscal de campo Grafton, y los brigadieres Correa, Pertoni, Hercel, Pedroche, Estrada y duque de Petroameno:
- Infantería de Castilla (un batallón).
- Infantería de Murcia (un batallón).
- Infantería de Trujillo (un batallón).
- Infantería de Saboya (un batallón).
- Infantería de Écija (un batallón).
- Infantería de Mar de Nápoles (un batallón).
- Infantería de Extremadura (un batallón).
- Infantería de Toledo (un batallón).
- Infantería de Sicilia (un batallón).
- Infantería de Coria (un batallón).
- Infantería de Bajeles (un batallón).
- Infantería de Vitoria (un batallón).
- I Cuerpo de Infantería de Segovia (un batallón).
- II Cuerpo de Infantería de Segovia (un batallón).
- Infantería de Nápoles (un batallón).

Ala izquierda: escuadrones de Caballería al mando del teniente general Navamorquende, subordinado al conde de Aguilar. Estaba auxiliado por el mariscal de campo Cárdenas y el brigadier Carvajal:
- Caballería de Rosellón Nuevo (cuatro escuadrones).
- Caballería de Granada Nuevo.
- Caballería de Velasco.
- Caballería de Carvajal.
- Caballería de Raja.
- Caballería de Jaén
- Caballería de Rosellón Viejo (cuatro escuadrones).

Artillería: al mando del Capitán General de Artillería Manuel Coloma Escolano, marqués de Canales, quien dispuso sus 23 cañones en dos líneas.